# Spyglass Media Group
Spyglass Media Group (precedentemente conosciuta come Spyglass Entertainment) è una casa di produzione e distribuzione cinematografica e televisiva. L'azienda è stata fondata da Gary Barber e da Roger Birnbaum nel 1998 ed è attualmente sotto la presidenza di Jonathan Glickman. 
La Disney ha distribuito la quasi totalità dei film prodotti dalla Spyglass. Il predecessore della Spyglass era la Caravan Pictures.
Dal 2019, la Spyglass è stata rilanciata da Lantern Entertainment, Warner Bros., Eagle Pictures e Lionsgate (20%). Nello stesso anno, Barber diventa Presidente e Amministratore Delegato di Spyglass Media Group, società indipendente di contenuti che eredita il vecchio marchio e che è stata creata con la Eagle Pictures di Tarak Ben Ammar, Cineworld e la Lantern Entertainment.

## Filmografia

### Film prodotti
- Instinct - Istinto primordiale (Instinct) (1999) (co-produzione con Touchstone Pictures)
- Il sesto senso (The Sixth Sense) (1999) (co-produzione con Hollywood Pictures)
- Insider - Dietro la verità (The Insider) (1999) (co-produzione con Touchstone Pictures)
- Mission to Mars (2000) (co-produzione con Touchstone Pictures)
- Tentazioni d'amore (Keeping the Faith) (2000) (co-produzione con Touchstone Pictures)
- Pallottole cinesi (Shanghai Noon) (2000) (co-produzione con Touchstone Pictures)
- Unbreakable - Il predestinato (Unbreakable) (2000) (co-produzione con Touchstone Pictures)
- Out Cold (2001) (co-produzione con Touchstone Pictures)
- Montecristo (The Count of Monte Cristo) (2002) (co-produzione con Touchstone Pictures)
- Il segno della libellula - Dragonfly (2002) (co-produzione con Universal Pictures)
- Il regno del fuoco (Reign of Fire) (2002) (co-produzione con Touchstone Pictures)
- Abandon - Misteriosi omicidi (Abandon) (2002 (co-produzione con Paramount Pictures)
- La regola del sospetto (The Recruit) (2003) (co-produzione con Touchstone Pictures)
- Due cavalieri a Londra (Shanghai Knights) (2003) (co-produzione con Touchstone Pictures)
- Una settimana da Dio (Bruce Almighty) (2003) (co-produzione con Universal Pictures)
- 1 Love (2003)
- Seabiscuit (2003) (co-produzione con Universal Pictures e DreamWorks SKG)
- Connie and Carla (2004) (co-produzione con Universal Pictures)
- Mr. 3000 (2004) (co-produzione con Touchstone Pictures, Dimension Films e The Kennedy/Marshall Company)
- Perfect Score (The Perfect Score) (2004) (co-produzione con Paramount Pictures e MTV Films)
- Missione Tata (The Pacifier) (2005) (co-produzione con Walt Disney Pictures)
- Guida galattica per autostoppisti (The Hitchhiker's Guide to the Galaxy) (2005) (co-produzione con Touchstone Pictures)
- The Legend of Zorro (2005) (co-produzione con Columbia Pictures)
- Memorie di una Geisha (Memoirs of a Geisha) (2005) (co-produzione con Columbia Pictures, DreamWorks SKG e Amblin Entertainment)
- Stick it - Sfida e conquista (Stick It) (2006) (co-produzione con Touchstone Pictures)
- 8 amici da salvare (Eight Below) (2006) (co-produzione con Walt Disney Pictures)
- Stay Alive (2006) (co-produzione con Hollywood Pictures)
- Honeymoon Criminals (2006) (co-produzione con Metro-Goldwyn-Mayer)
- Sophina (2006) (co-produzione con Metro-Goldwyn-Mayer, Columbia Pictures e Touchstone Pictures)
- Sguardo nel vuoto (The Lookout) (2007) (co-produzione con Miramax Films)
- Invisible (The Invisible) (2007) (co-produzione con Hollywood Pictures)
- Un'impresa da Dio (Evan Almighty) (2007) (co-produzione con Universal Pictures)
- Underdog - Storia di un vero supereroe (2007) (co-produzione con Walt Disney Pictures)
- Balls of Fury (2007) (co-produzione con Rogue Pictures e Intrepid Pictures)
- The Coming (2007) (co-produzione con 20th Century Fox)
- 27 volte in bianco (27 Dresses) (2008) (co-produzione con 20th Century Fox)
- Welcome Home Roscoe Jenkins (2008) (co-produzione con Universal Pictures)
- Tutti insieme inevitabilmente (Four Christmases) (2008) (co-produzione con New Line Cinema)
- Flash of Genius (2008) (co-produzione con Universal Pictures) (in post-produzione)
- Rovine (2008) (co-produzione con DreamWorks SKG) (in post-produzione)
- E venne il giorno (2008) (co-produzione con 20th Century Fox) (in post-produzione)
- Love Guru (The Love Guru) (2008) (co-produzione con Paramount Pictures) (in produzione)
- Wanted - Scegli il tuo destino (Wanted) (2008) (co-produzione con Universal Pictures) (in produzione)
- Ghost Town (2008) (co-produzione con DreamWorks SKG, Paramount Pictures) (in post-produzione)
- Bunny Lake Is Missing (2009)
- Hercules - Il guerriero (Hercules) (2014)

### Film distribuiti
- Insider - Dietro la verità (The Insider) (1999) (co-produzione con Touchstone Pictures)
- Il segno della libellula - Dragonfly (2002) (co-produzione con Universal Pictures)
- 1 Love (2003)
- Seabiscuit (2003) (co-produzione con Universal Pictures e DreamWorks SKG)
- Jumpshot (2004)
- The Legend of Zorro (2005) (co-produzione con Columbia Pictures)
- Memorie di una Geisha (Memoirs of a Geisha) (2005) (co-produzione con Columbia Pictures, DreamWorks SKG e Amblin Entertainment)